# Flyant
フライ・アント（Flyant）は、パルマ・デ・マヨルカ(スペイン)に拠点を置く貨物航空会社。 ヨーロッパと西アフリカで国内の定期航空便、チャーター便、およびウェット・リース（ACMI）で運営。 ハブ空港はアドルフォ・スアレス・マドリード＝バラハス空港。

## 歴史
2006年7月4日に運営を開始。
一部フツーラ国際航空によって運営。
2008年12月14日　業務並びに操業を停止。

## 特徴
2007年3月の時、従業員はわずか20人。 最終的に2008年の12月14日をもって操業停止。

## 目的地
Flyantの最初の機体では、マドリードからラス・パルマス・デ・グラン・カナリアに週に5便(貨物便)を運行。 
2番目の機体はローマ-フィウミチーノをベースにして、ローマからブレシアまでの週5便の「Posta」サービス(郵便事業)を開始。また、リスボンとフンシャルの間を毎日の貨物専用機で運行。

## 機材
- 1 Boeing 747-300F・400F　それぞれ2機・1機

2008年12月13日で、Flyantの機体の平均使用年数は20年であった。

## 参考
"Flight International": p. 83. 2007-04-03